# 劉琛 (天順進士)
劉琛（1425年—？），字獻之，直隸保定府唐縣人，明朝政治人物。

## 生平
景泰元年（1450年）庚午科順天鄉試舉人。天順四年（1460年）庚辰科第三甲第六名進士。

## 家族
曾祖劉大榮，祖劉思誠，父劉玘，母齊氏。